# Стебельська Христина Любомирівна
Христина Любомирівна Стебельська (нар. 18 червня 1958, Скалат, Підволочиський район, Тернопільська область) — українська ведуча, журналіст, автор та громадський діяч. Заслужений працівник культури України, народна артистка України, головний редактор Першого телеканалу України, ведуча благодійних і знаменних акцій, багатолітня член Ради «Земляцтва івано-франківців у Києві», Всеукраїнського товариства «Просвіта» імені Тараса Шевченка, Українського фонду культури, співзасновник Фонду української книги у Бакинському державному університеті (Азербайджан).

## Життєпис
Походить з родини галицької інтелігенції. Народилася у місті-замку Скалаті на Тернопільщині, проте виросла і здобула освіту в Івано-Франківську. Тому вважає себе «погуцуленою подолянкою». Батько, Стебельський Любомир Миколайович, відомий лікар-ветеринар, багатолітній політв'язень сталінських концтаборів, 10 років провів на каменоломнях Жезказгану. Мати, Стебельська Дарія Іванівна (до шлюбу Когут), за 40 років вчителювання виховала плеяду галицької інтелігенції. Малою Христина лазила по деревах, мандрувала руїнами Скалатського замку.

### Освіта
В Івано-Франківську Христина закінчила загальноосвітню школу та школу мистецтв за класом фортепіано, народних і бальних танців, була вокал-солісткою хору. Одержала диплом з відзнакою Прикарпатського університету (колишній Івано-Франківський педагогічний інститут ім. В. Стефаника). Була запрошена очолити науковий відділ Івано-Франківського науково-методичного центру, звідки почалися експедиції, просвітництво і дослідження символів України.
Як тележурналіст Христина Стебельська об'їздила Карпати, Слобожанщину, степову зону, Крим. З цих експедицій україністики почалося її знайомство з видатними сучасниками і митцями. Філософія культури, богослов'я, паралелі між Україною та Європою досі живлять її журналістський інтерес.
На запрошення продюсера, автора українських програм у США Романа Мариновича, стажувалася у провідних телекомпаніях США. На UA-TV, у Чикаго, вела інформаційні та культурні програми, на UWTV, у Вашингтоні, — освітні, а у Нью-Йорку — українські телепередачі Романа Мариновича. Навчалася у Вищій школі Британської ради при Посольстві Великої Британії, у Києво-Могилянській бізнес-школі, проходила стажування у міжнародній компанії «Nordic Training International».
На Прикарпатті була ініціатором Різдвяних вертепів, організовувала Великодні світлиці, була автором перших відроджених свят незалежності й соборності. Вела Шевченківські вечори.

## Телебачення
Христина Стебельська понад 31 рік працює на державному телебаченні України. 17 з них у Києві на творчих керівних посадах. Її рекорд — коментування Великодніх богослужінь у прямому ефірі три доби поспіль. Фахові пріоритети: редакційна політика Першого Національного телеканалу, особливо важливі проєкти державного телебачення України, живий ефір.

### «Сонячні кларнети»

Запис «Сонячних кларнетів»

Кар'єру на телебаченні розпочала в телеконкурсі «Сонячні кларнети», який записували Чернівецька та Львівська студії телебачення. Опинитися у кадрі допоміг випадок — попередня ведуча не змогла приїхати на зйомки, тож відповідальну справу доручили Христині Стебельській.
Нині розробляє сценарії до свят державного рівня. А розпочиналося усе зі сценаріїв вечорниць, святкування Різдва і Великодня, писаних у студентські роки. Зараз у авторському портфелі Стебельської є серії фільмів і програм про світові конгреси українців, Всеукраїнську акцію «Міленіум — годинник тисячоліття», Всеукраїнський форум ділових людей України «Лідер тисячоліття» за участю перших осіб держави, Всеукраїнський форум «Асоціація ділових жінок України», свято «Водохреща на Дніпрі», Міжнародний день рідної мови, Міжнародний день театру, свято сім'ї, захист дітей.

### УТ-1 і Перший Національний
1995 р. Христина Стебельська перемогла на конкурсі від Ут-1 з концепцією «Національне в телеефірі» й очолила редакцію народної творчості Національної телекомпанії України. Тут вона стала авторкою і ведучою таких проєктів, як «Секрети вічності», «Народні таланти», «Співочі поля», телеальманах «Основи»; розпочала традицію коментування богослужінь з Ватикану й кафедральних соборів України.
| "Я коментувала відзначення 1020-ліття Хрещення Київської Русі[4] за участю Вселенського Патріарха Варфоломія I, щорічну «Хресну Дорогу» з Колізею, «Молитви Солідарності молоді світу за мир і злагоду між народами під проводом Івана Павла II Папи Римського» (Рим, Берлін, Бухарест, Лісабон, Загреб), «Поминальну Літургію з Риму за упокій душі Вселенського Архієрея Івана Павла ІІ Папи Римського», «Урочисті Беатифікації — початок Понтифікату— Папи Римського Бенедикта XVI та Папи Римського Франциска.» |
Голос Христини Стебельської звучав під час трансляції з Польщі (Варшава, Краків), присвяченій прощанню з Президентом Польщі Лєхом Качинським, а за рік — у телеефірі з приводу річниці вшанування польських полеглих у трагедії під Смоленськом.

#### Головна редакторка Першого
Стебельська очолила головну редакцію телеканалу 2008 р. Перед тим керувала соціальним проєктом «Між нами» і була оглядачкою громадсько-політичних програм Національної телекомпанії України. Того ж 2008 р. Указом Президента України № 726/2008 Христині Стебельській було присвоєно почесне звання «Народний артист України». З'явилися нові проєкти: телемости «Україна — Литва», «Україна — Москва», «Україна — Вашингтон», телемарафони «Рік української культури», «25-та річниця Чорнобильської трагедії», програми «Основи», «Про НАС», «Між нами…», цикл міжпрограмних роликів «20 кроків до Мрії». Матеріали з останнього вийшли друком під редакцією Христини Стебельської.
Христина Стебельська розробляє засади програмно-редакційної політики телеканалу, аналізує нові проєкти, генерує ідеї до відзначення важливих міжнародних подій і дат з «Календаря українця». Веде телеефіри до Дня українського прапора, Дня незалежності, українського Дня захисту дітей, 200-ліття Миколи Гоголя, 100-річчя Марії Примаченко, 60-річчя Назарія Яремчука; «20 кроків до Мрії», «20 облич Української Історії», Шевченківські березень і травень — «Мій Шевченко», Шевченківські дні в культурному центрі у Москві; Днів пам'яті жертв політичних репресій у заповіднику «Биківнянські могили»; ролик «Українська земля пам'яті» — вшанування політичних в'язнів; відкриття Меморіалу жертвам Голодомору 1932—1933 років; Поетичні віншування Першого Національного на Різдво, Водохреще, Великдень, до річниць Батурина і Чигирина; міжпрограмні ролики «Різдвяні образки», «Українське Різдво», «Різдво на Майдані». Щороку коментує прямі ефіри Різдвяних та Великодніх богослужінь з кафедральних соборів України та з Ватикану. Нещодавно — участь у визначенні найкращої книжки року під час засідання журі XIX Міжнародного форуму видавців у Львові (вересень 2012 року). 19 березня 2013 р. коментувала інавгурацію Папи Римського Франциска. Ювілейний Рік Тараса Шевченка — працює з телеархівами української Шевченкіани. 
Активно підтримуючи створення Суспільного мовлення в Україні, з грудня 2014 року Христина Стебельська розпочала серію тренінгів «Суспільне. Цінності об'єднують» для персоналу телекомпанії.
Творчі амбіції Христини Стебельської обертаються навколо проблем українського мовлення, створення в Україні засад суспільного телебачення.
| «Для ідеї суспільного ТБ, тобто телебачення соборного, ми — Перший Національний — вже давно робимо те, що інші робити не хочуть[5]. Із початку 90-х у нашому ефірі — трансляція богослужінь із кафедральних храмів України. Їх дивляться всі: православні, католики, протестанти, мусульмани, навіть атеїсти. А наші прямі включення на День Незалежності, Шевченкові роковини, Олімпійські ігри, конкурси „Євробачення“ — це міжнародна тактика й водночас зв'язки по вертикалі з регіональною мережею наших кореспондентів.» |
Вона також читає лекції, проводить майстер-класи, дискутує на круглих столах, «чи все найкраще для дітей?», бере участь у пресконференціях, урочистостях, нарадах.
Взяла участь у підготовці до телемарафону «Prime Yalta Rally 2011». Під її керівництвом проходять урочисті телевізійні вечори з Палацу культури «Україна», Українського Дому, майдану Незалежності, Софійської площі, непересічні телеподії «День Європи — Шлях до демократії»; Презентація Першого Національного.
Була а журі всеукраїнських телефестивалів «Калинові острови», «Мій рідний край», «Водограй», вболівала за національну збірну в Донецьку і Львові. Брала інтерв'ю у послів іноземних держав, визначала переможців на XIX Міжнародному форумі видавців у Львові.

## Особисте життя, громадянська позиція
Христина Стебельська зазначала: «У чому європейськість України? — Пізнати саму себе». «Моя суть — це те, чого я не роблю принципово: не розмовляю російською ...». «Я та, ким була завжди — УКРАЇНКА!».
У вересні 2010 р. вона здолала усіх чоловіків-любителів мотоциклів на конкурсі від бренду Harley-Davidson у «Kiev Golf Club».

## Досягнення
- Три найкращі документальні фільми Першого Національного потрапили до каталогу IRTS (Міжнародного радіо і телевізійного об'єднання) 2011 року.
- Налагодження співпраці з іноземними інформаційними агентствами — Deutsche Welle (листопад 2010), Європейською мовною спілкою (European Broadcasting Union), завдяки чому з 1994 р. транслюються Олімпійські ігри, чемпіонати Європи і світу з футболу та інших видів спорту, а з 2003 р. — Пісенний конкурс «Євробачення».

## Нагороди
- Народна артистка України (звання «Народний артист України» присвоєне Указом Президента України № 726/2008)
- Заслужений працівник культури України (1986 р.)
- Гран-прі Ради Європи за проект «Між нами…» (цикл відеофільмів про етноси України, складний суспільно-громадський проект, пов'язаний із проблематикою расизму, ксенофобії, проблемами толерантності)
- Подяка Президента України (2007 р.)
- Медаль Української православної церкви Київського патріархату (2009 р.)
- Медаль Української автокефальної православної церкви (2010 р.)

## Публікації
- Книга за відеороликами до 20-ї річниці незалежності України — «20 кроків до Мрії»
- Передмова до книги про вокально-інструментальний ансамбль «Дзвони»
- Редакторка монографії Михайла Гринишина «Арканове коло»
- Авторка передмов до циклу книжок «Хто є хто в Україні»
- Авторка статей для газет «День», «Україна молода», «Високий Замок», «Літературна Україна», «Сільські вісті», «Галичина», «Репортер», «Кримська світлиця», «Буковинське віче».
- Авторка статей для журналів «Україна», «Українська культура», «Народознавство», «Українське кіно», «Українська мова та література», «Credo», Науковий вісник Київського національного університету імені Тараса Шевченка

## Документалістика
«Карпатський рейд УПА», «Берестечко», «Франко», «Леся Українка», «Свята Софія», «Українська іграшка», «Секрети Карпат», «Карпатський дивосвіт», «Покуття», серія «У мандрах» про народні традиції України, «20 кроків до Мрії».

## You Tube
- Христина Стебельська. Третій Всесвітній форум українців [Архівовано 17 жовтня 2013 у Wayback Machine.]
- Христина Стебельська. Світова єдність українців вражає! [Архівовано 17 жовтня 2013 у Wayback Machine.]
- Христина Стебельська. На гостини до «Світлиці» [Архівовано 17 жовтня 2013 у Wayback Machine.]
- Христина Стебельська. Творчі образки. «Основа» [Архівовано 30 січня 2014 у Wayback Machine.]
- Христина Стебельська. Моя родина. Пам'ять… [Архівовано 17 жовтня 2013 у Wayback Machine.]
- Христина Стебельська: подорожуючи світом, відкриваю себе [Архівовано 17 жовтня 2013 у Wayback Machine.]
- Христина Стебельська: Закохана в УКРАЇНСЬКЕ [Архівовано 31 січня 2014 у Wayback Machine.]
- Христина Стебельська. Мистецтво бути — це вміння йти сонячним боком життя! [Архівовано 30 січня 2014 у Wayback Machine.]
- Христина Стебельська: «Ми родом з українських садів» [Архівовано 30 січня 2014 у Wayback Machine.]

## Фото
- «На старих фотографіях всі молоді» (Ліна Костенко)"
- «Моя телевізійна історія. Пам'ятні миті»
- «Закохана в українське!»
- Дванадцять миттєвостей душі Христини Стебельської [Архівовано 10 червня 2015 у Wayback Machine.]
- «Ми з єдиних джерел»
- «Країна Мрій-2013»
- Христина Стебельська: «Країна Мрій» — фестиваль усмішок і гарних знайомств. Фоторепортаж
- Христина Стебельська: подорож Країною Мрій-2013". Фото[недоступне посилання з червня 2019]
- Христина Стебельська: Моя «Країна мрій». Фото
- Шевченківський заповідник. Фото
- Тарасова гора у різні пори року. Фото
- Христина Стебельська: «Дорога до Шевченка веде через усю Україну». Фото
- Канів. Подорожі до Тарасової гори. Фото
- Проща до Шевченка триває. Фото[недоступне посилання з травня 2019]
- Незабутнє. Готуємося до 200-річчя Кобзаря. Фото [Архівовано 25 лютого 2014 у Wayback Machine.]
- Христина Стебельська: «Шлях до Шевченка». Фото
- Христина Стебельська: «Квіти для Шевченка завжди важливіші за слова». Фото [Архівовано 23 лютого 2014 у Wayback Machine.]
- Христина Стебельська: «Фото на Тарасовій горі завжди пам'ятаєш» [Архівовано 24 лютого 2014 у Wayback Machine.]
- Христина Стебельська. Мій ідеал сучасності — жити в ері української книги [Архівовано 31 березня 2014 у Wayback Machine.]
- Христина Стебельська: українська книга НАЗАВЖДИ[недоступне посилання з липня 2019]
- Христина Стебельська: книги — це життя!!!